# نوربرت ديفيس
نوربرت ديفيس (بالإنجليزية: Norbert Davis)‏ (18 أبريل 1909، مقاطعة وايتسايد في الولايات المتحدة - 28 يوليو 1949، هارويتش في الولايات المتحدة)؛ كاتب وروائي أمريكي.

## روابط خارجية
- نوربرت ديفيس على موقع IMDb (الإنجليزية)